# Indoaustriella lamprelli
Indoaustriella lamprelli is een tweekleppigensoort uit de familie van de Lucinidae. De wetenschappelijke naam van de soort is voor het eerst geldig gepubliceerd in 2008 door Glover, Taylor & Williams.